# Amolops nyingchiensis
Amolops nyingchiensis es una especie de anfibio anuro de la familia Ranidae.

## Distribución geográfica y hábitat
Es endémica del sudeste del Tíbet (China). Su rango altitudinal oscila entre 1887 y 2941 m s. n. m..